# Hills Showground (métro de Sydney)
Hills Showground est une station du métro de Sydney en Australie, située dans le quartier de Castle Hill du comté des Hills en Nouvelle-Galles du Sud, mise en service le 26 mai 2019.

## Situation sur le réseau
Établie en souterrain, elle est située entre Norwest à l'ouest et Castle Hill a l'est. Elle comprend un quai central entre les deux voies de circulation.

## Histoire
La station est mise en service le 26 mai 2019 en même temps que la première ligne du métro de l'agglomération.